# Фернандо Хуан Рамон Фольк де Кардона-и-Энрикес
Фернандо I Рамон Фольк де Кардона-и-Энрикес (кат. Ferran I Joan Ramon Folc de Cardona; 1469, Арбека — 13 ноября 1543, Барселона) — испанский аристократ, 2-й герцог Кардона, 7-й граф де Прадес, 2-й маркиз де Пальярс и виконт Вильямур (1513—1543).

## Происхождение
Родился в 1469 году в замке Арбека, фамильная резиденция семьи. Старший сын Хуана Рамона Фолька IV де Кардоны (1446—1513), 5-го графа Кардона (1486—1491) и 1-го герцога Кардона (1491—1513), и его жены Альдонсы Энрикес-и-Киньонес (1450—1520), дочери Фадрике Энрикеса и Терезы Фернандес де Киньонес, сводной сестре Хуаны Энрикес и сводной тете по материнской линии короля Арагона Фердинанда Католика.

## Биография
29 января 1513 года после смерти своего отца Фернандо Фольк де Кардона-и-Энрикес унаследовал родовые титулы и владения, став 2-м герцогом Кардона и 6-м графом Кардона.
Фернандо I Фольк де Кардона был влиятельной фигурой при каталонском дворе и жил между Арбекой и Барселоной. В 1519 году ему был пожалован Орден Золотого руна. В 1520 году герцог Кардона находился в Аахене, где присутствовал на коронации короля Испании Карлоса I, который стал императором Священной Римской империи Карлом V, и по этому случаю он был провозглашен грандом Испании первого класса.
В течение нескольких лет Фернандо I Фольк де Кардона председательствовал как на гражданских, так и на религиозных церемониях в Барселоне вместо императора Карла V.
13 ноября 1543 года Фернандо Фольк де Кардона скончался в Барселоне и был похоронен в коллегиальной церкви Сант-Винсенс-де-Кардона. Ему наследовала его старшая дочь Хуана Фольк де Кардона и Манрике де Лара (1499—1563), ставшая 3-й герцогиней Кардона.

## Семья
В 1498 году Фернандо Фольк де Кардона в Эпиле (Сарагосса) женился на Франсиске Манрике де Лара (1480 — 21 августа 1529), дочери Педро Манрике де Лара, 1-го герцога Нахера (ок. 1443—1515), и его жены Гиомар де Кастро-и-Акунья (ок. 1450—1506). У Фернандо и Франсиски было две дочери:
- Хуана Фольк де Кардона и Манрике де Лара (Хуана III) (1499 — 30 августа 1564), 3-я герцогиня Кардона, 8-я графиня де Прадес и 3-я маркиза де Пальярс-Собира (1543—1564), старшая дочь и наследница отца, вышедшая замуж в мае 1516 года за Альфонсо Арагонского, герцога Согорбе и графа Ампурьяса (1489—1563).
- Альдонса Фольк де Кардона и Манрике де Лара, вышедшая замуж за Луиса Бомонта де Наварра (+ 1565), 4-го графа де Лерин и констебля Наварры (1530—1565).